# Tom Allen (Sänger)
Thomas Michael Allen (* 1965 in Chicago) ist ein US-amerikanischer Opernsänger (Tenor).

## Leben
Allen schloss zunächst ein Anglistik-Studium ab und erhielt anschließend seine musikalische Ausbildung an der New Yorker Manhattan School of Music und der Britten-Pears School of Advanced Musical Studies.
Er debütierte im Jahr 1994 an der New Israeli Opera in Tel Aviv, wo er den „Don Ottavio“ in Mozarts Don Giovanni sang.
Schwerpunkt seiner Arbeit ist neben der Barockmusik auch moderne Musik.